# Tomari Siho
Tomari Siho (泊 志穂; Hepburn: Tomari Shiho)(Nagoja, 1990. március 26. –) japán válogatott labdarúgó.

## Klub
A labdarúgást az Urawa Reds csapatában kezdte. 2015-ben az AC Nagano Parceiro csapatához szerződött. 61 bajnoki mérkőzésen lépett pályára és 19 gólt szerzett. 2018-ban a Wacker Innsbruck csapatához szerződött.

## Nemzeti válogatott
2017-ben debütált a japán válogatottban. A japán válogatottban 2 mérkőzést játszott.

## Statisztika
| Japán válogatott | Japán válogatott | Japán válogatott |
| Időszak          | Mérk.            | gól              |
| ---------------- | ---------------- | ---------------- |
| 2017             | 2                | 0                |
| Összesen         | 2                | 0                |

## Sikerei, díjai
Klub
- Japán bajnokság: 2014